# Diga di Jūrokkyō
La diga di Jūrokkyō (旭ダム?, Jūrokkyō suimon) è una diga mobile a Inawashiro, nella prefettura di Fukushima, in Giappone.